# Carlo Corna
Carlo Corna (Vercelli, 20 agosto 1891 – Fiorenzuola, 17 giugno 1964) è stato un calciatore e allenatore di calcio italiano, di ruolo attaccante.

## Caratteristiche tecniche

### Giocatore
Ala sinistra particolarmente veloce, si caratterizzava come abile contropiedista e uomo-assist. Praticava un gioco rude, che talvolta sconfinava nella violenza, nei confronti dei marcatori avversari.

## Carriera

### Giocatore

#### Club
Milita per tutta la carriera con la maglia della Pro Vercelli, vincendo cinque scudetti come ala sinistra titolare, giocando in tandem con la mezzala Carlo Rampini. Esordisce con la maglia dei bianchi il 21 marzo 1909 nella partita persa per 3-2 sul campo del Genoa, e chiude la sua carriera a trent'anni, nel 1921, dopo una partita contro l'Inter terminata in rissa a causa di un suo duro intervento sul nerazzurro Antonio Da Sacco.

#### Nazionale
Esordisce con la maglia della Nazionale italiana il 6 gennaio 1911 nell'amichevole disputata all'Arena Civica di Milano contro l'Ungheria (0-1), la terza partita in assoluto disputata dalla selezione italiana e la prima in cui venne utilizzata la maglia azzurra. È stato uno dei nove calciatori della Pro Vercelli che hanno difeso i colori azzurri nell'amichevole contro il Belgio del 1º maggio 1913.
In maglia azzurra ha collezionato complessivamente 8 presenze.

### Allenatore
Chiusa la carriera agonistica, nel 1923 assume la guida tecnica del Faenza. Nel 1928 si trasferisce a Fiorenzuola d'Arda, dove svolge la professione di insegnante di educazione fisica, e nel frattempo allena la squadra locale, tra il 1928 e il 1933: alla guida della formazione rossonera ottiene la promozione in Prima Divisione, al termine del campionato 1929-1930. Dopo l'esclusione del Fiorenzuola dai campionati nel corso della stagione Prima Divisione 1932-1933, si trasferisce con diversi suoi giocatori al Piacenza, dove rimane per cinque anni tra Prima Divisione e Serie C, mancando l'approdo alla serie cadetta nel 1938 dopo lo spareggio con il Fanfulla.
Dopo l'esperienza piacentina si trasferisce definitivamente a Fiorenzuola, allenando ancora i valdardesi nel campionato di Prima Divisione 1939-1940 e poi di Serie C 1946-1947.

## Statistiche

### Cronologia presenze e reti in Nazionale
| Cronologia completa delle presenze e delle reti in nazionale ― Italia | Cronologia completa delle presenze e delle reti in nazionale ― Italia | Cronologia completa delle presenze e delle reti in nazionale ― Italia | Cronologia completa delle presenze e delle reti in nazionale ― Italia | Cronologia completa delle presenze e delle reti in nazionale ― Italia | Cronologia completa delle presenze e delle reti in nazionale ― Italia | Cronologia completa delle presenze e delle reti in nazionale ― Italia | Cronologia completa delle presenze e delle reti in nazionale ― Italia |
| Data                                                                  | Città                                                                 | In casa                                                               | Risultato                                                             | Ospiti                                                                | Competizione                                                          | Reti                                                                  | Note                                                                  |
| --------------------------------------------------------------------- | --------------------------------------------------------------------- | --------------------------------------------------------------------- | --------------------------------------------------------------------- | --------------------------------------------------------------------- | --------------------------------------------------------------------- | --------------------------------------------------------------------- | --------------------------------------------------------------------- |
| 6-1-1911                                                              | Milano                                                                | Italia                                                                | 0 – 1                                                                 | Ungheria                                                              | Amichevole                                                            | -                                                                     |                                                                       |
| 22-12-1912                                                            | Genova                                                                | Italia                                                                | 1 – 3                                                                 | Austria                                                               | Amichevole                                                            | -                                                                     |                                                                       |
| 1-5-1913                                                              | Torino                                                                | Italia                                                                | 1 – 0                                                                 | Belgio                                                                | Amichevole                                                            | -                                                                     |                                                                       |
| 15-6-1913                                                             | Vienna                                                                | Austria                                                               | 2 – 0                                                                 | Italia                                                                | Amichevole                                                            | -                                                                     |                                                                       |
| 29-3-1914                                                             | Torino                                                                | Italia                                                                | 2 – 0                                                                 | Francia                                                               | Amichevole                                                            | -                                                                     |                                                                       |
| 5-4-1914                                                              | Genova                                                                | Italia                                                                | 1 – 1                                                                 | Svizzera                                                              | Amichevole                                                            | -                                                                     |                                                                       |
| 17-5-1914                                                             | Berna                                                                 | Svizzera                                                              | 0 – 1                                                                 | Italia                                                                | Amichevole                                                            | -                                                                     |                                                                       |
| 31-1-1915                                                             | Torino                                                                | Italia                                                                | 3 – 1                                                                 | Svizzera                                                              | Amichevole                                                            | -                                                                     |                                                                       |
| Totale                                                                |                                                                       | Presenze                                                              | 8                                                                     |                                                                       | Reti                                                                  | 0                                                                     |                                                                       |

## Palmarès

### Giocatore
- Campionato italiano: 5

Pro Vercelli: 1909, 1910-1911, 1911-1912, 1912-1913, 1920-1921

### Allenatore
- Seconda Divisione: 1

Fiorenzuola: 1929-1930